# Bài toán hình vuông nội tiếp

Ví dụ: Đường cong đứt nét màu đen đi qua các đỉnh của một vài hình vuông màu xanh.

Bài toán hình vuông nội tiếp là một bài toán mở trong hình học: Cho trước một đường cong liên tục, đơn, đóng trên mặt phẳng. Có tồn tại hay không một hình vuông với các đỉnh nằm trên đường cong đó?
Vấn đề này được Otto Toeplitz đặt ra vào năm 1911. Arnold Emch và Lev Schnirelmann đã đạt được một số kết quả. Cho đến năm 2020, bài toán tổng quát vẫn là một vấn đề mở.

## Các trường hợp đã giải được
Trong một số trường hợp với các đường cong có một số tính chất nhất định, người ta đã chứng minh được câu trả lời khẳng định cho vấn đề này.

### Đường cong giải tích từng đoạn
Arnold Ernch chỉ ra rằng các đường cong giải tích từng đoạn luôn có một hình vuông nội tiếp. Nói riêng, các đa giác luôn có một hình vuông nội tiếp.

### Đường cong đơn điệu địa phương
Stromquist chứng minh rằng các đường cong phẳng, đơn, đơn điệu địa phương thì có một hình vuông nội tiếp.

## Biến thể và khái quát hóa
Thay vì xét các hình vuông, ta có thể đặt câu hỏi về những hình dạng khác nội tiếp trong một đường cong Jordan. Người ta đã chứng minh rằng với mọi tam giác T và mọi đường cong Jordan C, tồn tại một tam giác đồng dạng với T và nội tiếp trong C.
Năm 2020, Joshua Evan Greene và Andrew Lobb chứng minh rằng với mọi đường cong Jordan C và mọi hình chữ nhật R, tồn tại một hình chữ nhật đồng dạng với R và nội tiếp trong C. 